# Alessandro Ferretti
Alessandro Ferretti var en italiensk dekorationsmålare verksam under 1700-talet.
Ferretti anställdes av Carl Gustaf Tessin under dennes tid som ambassadör i Wien. Tillsammans med Domenico Francia anlände han till Sverige i september 1736 för att arbeta vid utsmyckningen av Stockholms slott. Bland hans arbeten i slottet märks plafondmålningen Fyra åhrens tjdr med hwad mehra tillhörigt i Konungens matsal och målningen Sommaren. Om Ferrettis tidigare öden är inte mycket känt men efter återkomsten till Italien utförde han bland annat fresken Bebådelsen i Oratorio del Restello i Val d'Intelvi.